# Petiveriaceae
Petiveriaceae es una familia de plantas, anteriormente incluida en Phytolaccaceae como la subfamilia Rivinoideae. Incluye nueve géneros con veinte especies conocidas.